# Eriocaulon minutum
Eriocaulon minutum là một loài thực vật có hoa trong họ Eriocaulaceae. Loài này được Hook.f. mô tả khoa học đầu tiên năm 1893.